# Гавань Феодосия

Карта византийского Константинополя. Гавань Феодосия расположена в южной части полуострова.

Гавань Феодо́сия (греч. λιμήν Θεοδοσίου, лат. Portus Theodosiacus), изначально Гавань Элефте́рия (греч. λιμήν Ἐλευθερίου) — один из главных портов древнего Константинополя, столицы Византийской империи, находившийся на побережье Мраморного моря к югу от главной улицы города Месы.

## История и описание
Гавань Феодосия находилась на южном берегу полуострова, где стоял город, и выходила на Мраморное море. С этой же стороны размещались меньшие по размерам гавани Контоскалион и Юлиана; на севере в заливе Золотой рог находились гавани Боспорион (Просфорион) и Неорион. С запада в гавань вели ворота святого Эмилиана, а с востока ворота еврейского квартала.
Гавань была построена в конце IV века при императоре Феодосии I Великом (пр. 379—395) и была крупнейшим торговой точкой в городе на протяжении всей Поздней Античности. В 673 году, во время нашествия арабов на Константинополь, здесь собирали флот, оснащённый «греческим огнём» — тайным оружием византийцев, благодаря которому враг был побеждён. Со временем гавань переделали под сельскохозяйственные нужды по причине эрозии и засорения её илом. После освобождения Константинополя от латинян в 1261 году император Михаил VIII (пр. 1261—1282) понял, что гавани в заливе Золотой рог слишком уязвимы: в связи с этим он укрепил и углубил порт Феодосия. Во времена Османской империи территория гавани была расширена.

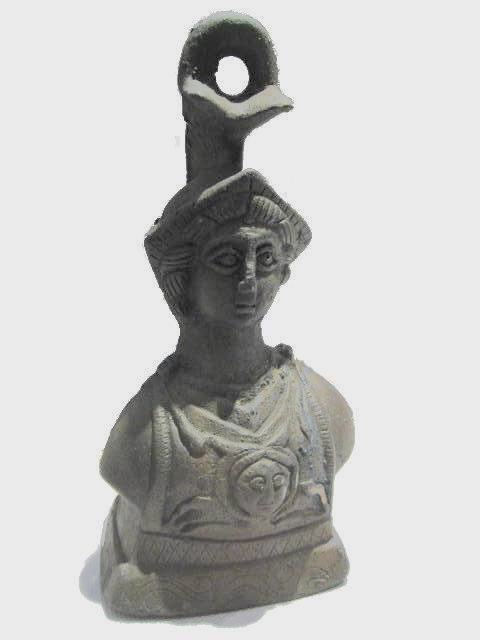
Составная часть безмена (весов), найденная в гавани Феодосия

В ноябре 2005 года, в ходе строительства подводного тоннеля «Мармарай» были обнаружены занесённые илом остатки гавани. Археологи нашли следы городских стен, окружавших гавань с суши, а также остовы более чем 35 византийских судов постройки VII—X веков, среди них впервые обнаруженные останки византийских галер. Затем были раскопаны церковь с кладбищем, остатки причалов и молов, а также подземный тоннель неизвестного предназначения. Среди прочего были обнаружены амфоры, масляные лампы и прочая керамика, затем раковины, скелеты верблюдов и лошадей, а также девять человеческих черепов, сложенных в мешок. Предполагается, что это останки древнейшего поселения на территории современного Стамбула, которое возникло примерно в VII тысячелетии до н. э.

## Музейные экспонаты

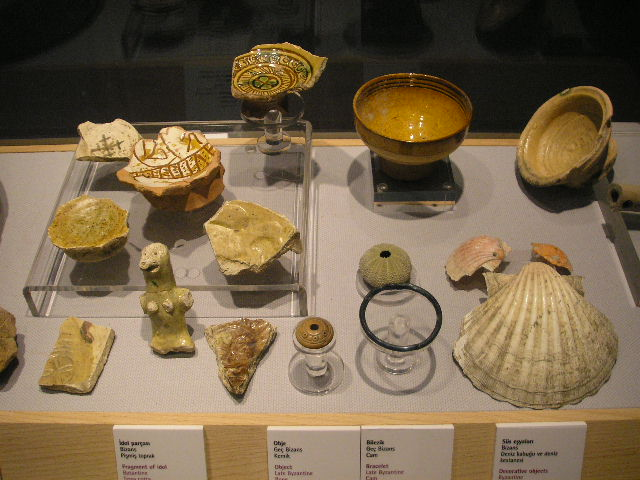
Фрагмент терракотового идола и браслет
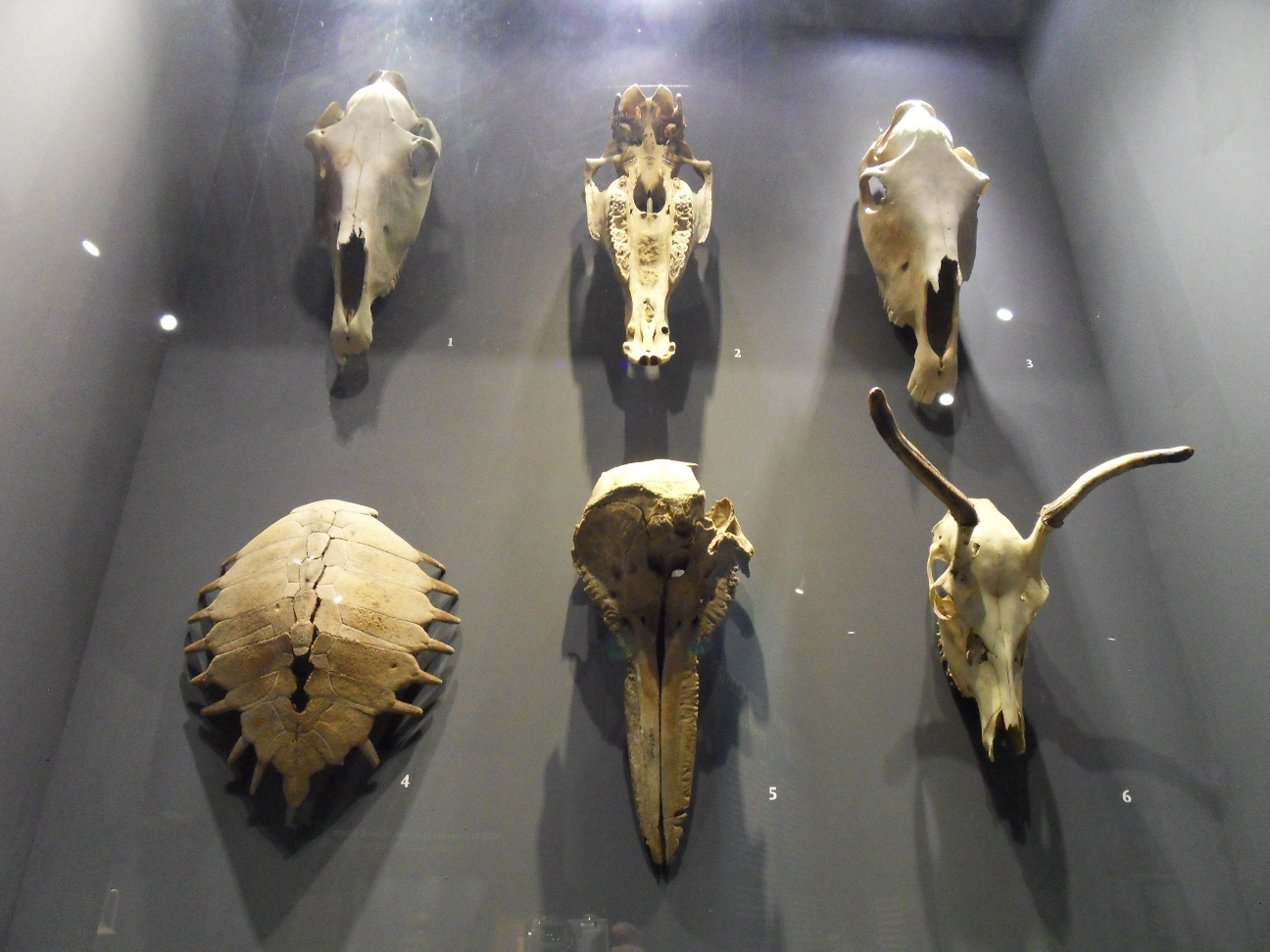
Черепа животных
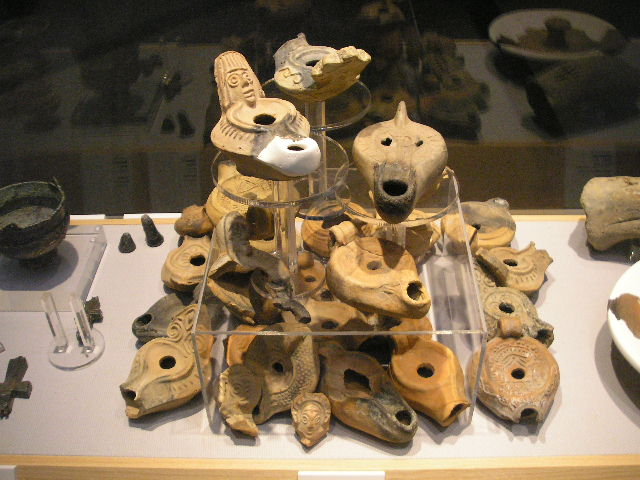
Масляные лампы
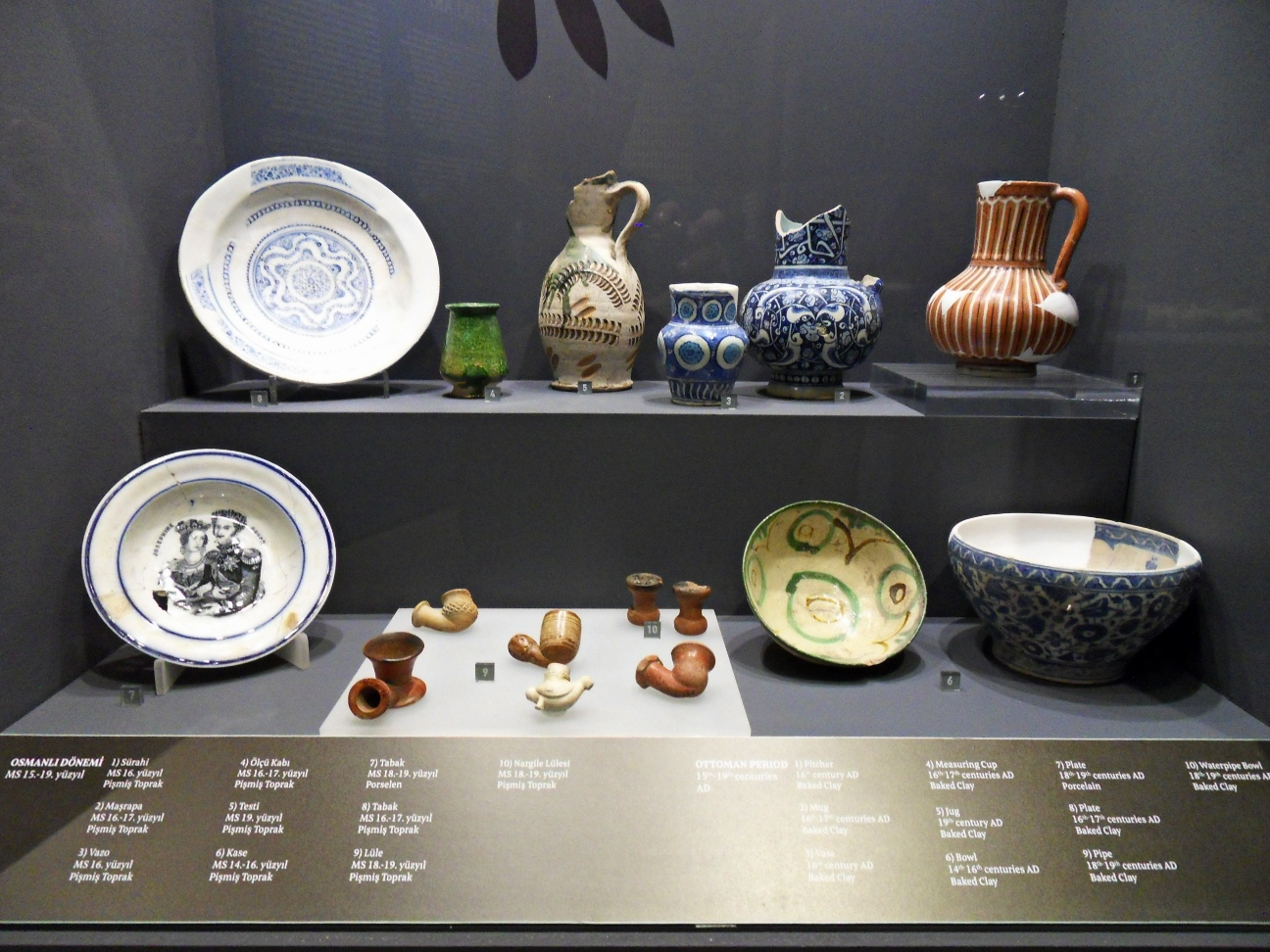
Керамика

## В культуре
Гавань Феодосия представлена в компьютерной игре Assassin's Creed: Revelations. В 1511—1512 годах здесь происходит несколько миссий.